# Баха ад-Дин Абдалла Эдильгири
Баха Ад-дин Абдалла Эдильгири (9 марта 1976 года, Эз-Зарка, Иордания) — иорданский чеченец, садовод, селекционер, общественный деятель, мэр города Эз-Зарка.

## Биография
Вырос в сельской среде. Любил заниматься сельским хозяйством. Создал первые фруктовые сады в районе Эз-Зарки, саженцы для которых привёз из Сирии и Палестины. Также им была создана первая ферма в районе Халла-Бата. Снабжал пограничные войска Иордании кормом для лошадей.
С 1928 по 1942 годы избирался мэром города Эз-Зарка. За время работы на этой должности он провёл в город воду и электричество. Также он заложил первый камень в основание городской мечети Абу-Бакра ас-Сиддика, которая известна как мечеть аш-Шишани (чеченская).